# Gabriel Llompart y Jaume
Gabriel Llompart y Jaume Santandreu (Inca, Baleares, 16 de noviembre de 1862 - Palma de Mallorca, 9 de diciembre de 1928) fue un eclesiástico español, que fue obispo de Tenerife, Gerona y Mallorca sucesivamente.

## Biografía
Nacido en Inca, en la isla de Mallorca, en 1862. 
Se ordenó como sacerdote el 13 de diciembre de 1886 y se doctoró en Teología y Derecho Canónico. 
Fue canónigo de la catedral de Mallorca. 

### Episcopado

#### Obispo de Tenerife
El papa Benedicto XV le nombró obispo de Tenerife el 17 de mayo de 1918, donde estuvo hasta diciembre de 1922.
En 1919, Gabriel Llompart presidió las celebraciones con motivo del primer centenario de la creación de la Diócesis de Tenerife. Pero su hecho más trascendental y recordado en esta diócesis fue que por su intercesión pudo restablecerse de nuevo la Orden dominica en la Villa de Candelaria, tras haber sido expulsados durante la Desamortización de Mendizabal. El 9 de julio de 1922, los dominicos tomaron de nuevo posesión del Real Convento y Santuario de Nuestra Señora de Candelaria (patrona de las Islas Canarias), y se reanudaron las obras de restauración del mismo paralizadas desde casi un siglo antes.

#### Obispo de Gerona y la Dictadura
El 27 de junio de 1922 fue designado obispo de Gerona. Mientras era obispo en esta capital se produjo el golpe de Estado del general Primo de Rivera el 13 de septiembre de 1923. Las nuevas autoridades no vieron favorablemente la tibia adhesión del prelado a su causa y utilizaron las influencias que pudieron para precipitar su traslado.

#### Obispo de Mallorca
Fue acusado de catalanista y, a principios de 1925, el diario La Gaceta de Madrid ya anunciaba su destino a la sede de Mallorca, lo que no se produjo definitivamente hasta el 30 de abril de ese año.

#### Fallecimiento
Tres años y medio después, moría en Palma el 9 de diciembre de 1928, a la edad de 66 años. Fue enterrado en la nave central de la catedral de Mallorca.

## Sucesión
| Predecesor: Nicolás Rey y Redondo      | Obispo de San Cristóbal de la Laguna 1918 - 1922 | Sucesor: Albino González Menéndez-Reigada |
| Predecesor: Francesc Mas i Oliver      | Obispo de Gerona 1922 - 1925                     | Sucesor: Josep Vila Martínez              |
| Predecesor: Rigoberto Domenech y Valls | Obispo de Mallorca 1925 - 1928                   | Sucesor: José Miralles Sbert              |

- Datos: Q23663050